# Escut de l'Uruguai
L'escut de l'Uruguai (en castellà i oficialment Escudo de armas de la República Oriental del Uruguay) és l'aprovat per les lleis del 19 de març de 1829 i del 12 de juliol de 1906 i el decret del 26 d'octubre de 1908. D'acord amb aquest últim decret es va disposar com a model oficial d'escut nacional el presentat per Miguel Copetti, ajustat en les seves regles d'execució a la modificació indicada pel Poder Executiu, que consistia en la supressió dels trofeus militars i de marina i que quedava envoltat per dues branques d'olivera i de llorer unides en la base per un llaç blau cel (llei del 12 de juliol de 1906 citada).
L'escut d'armes de l'Estat s'haurà de construir i representar sempre en la forma següent:
- Un oval quarterat timbrat amb un sol d'or, el Sol de Maig, que simbolitza l'alba de la nació uruguaiana.
- Al primer quarter, d'atzur, unes balances d'or, símbol de la igualtat i la justícia.
- Al segon quarter, d'argent, el turó de Montevideo de sinople, símbol de força, damunt faixes ondades d'atzur en representació del Riu de la Plata.
- Al tercer quarter, d'argent, un cavall solt de sable, símbol de llibertat.
- Al quart quarter, d'atzur, un bou d'or, símbol d'abundància.
- Tot envoltant l'escut dues branques d'olivera i de llorer, símbol de pau, unides en la base per un llaç de color blau cel.

## Escuts antics

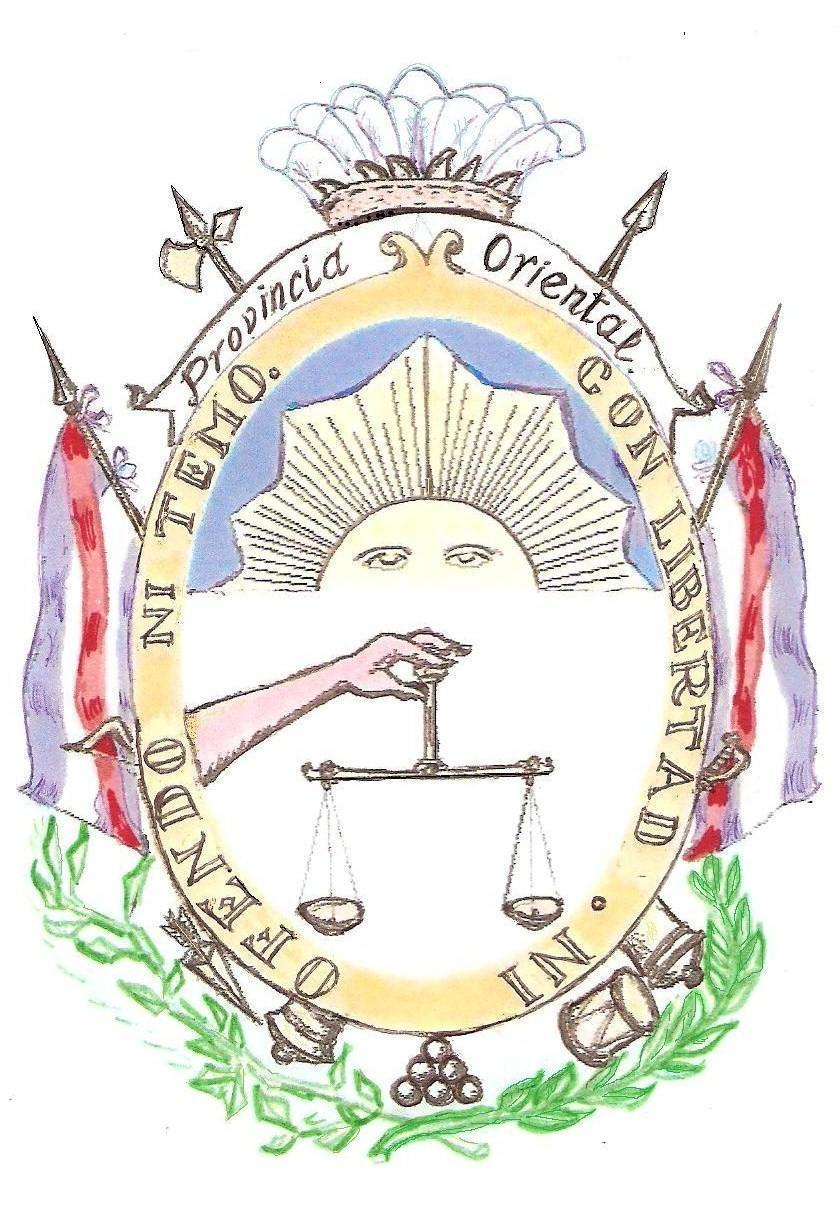
Escut de l'antiga Província Oriental (1813-1815)
Escut de l'antiga Província Cisplatina, sota domini portuguès i brasiler (1816-1825)

## Escuts departamentals

Escut d'Artigas
Escut de Canelones
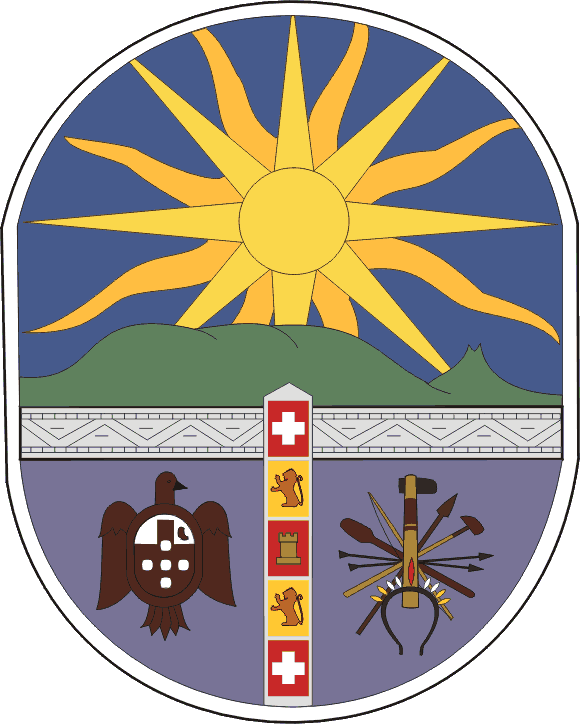
Escut de Cerro Largo
Escut de Colonia
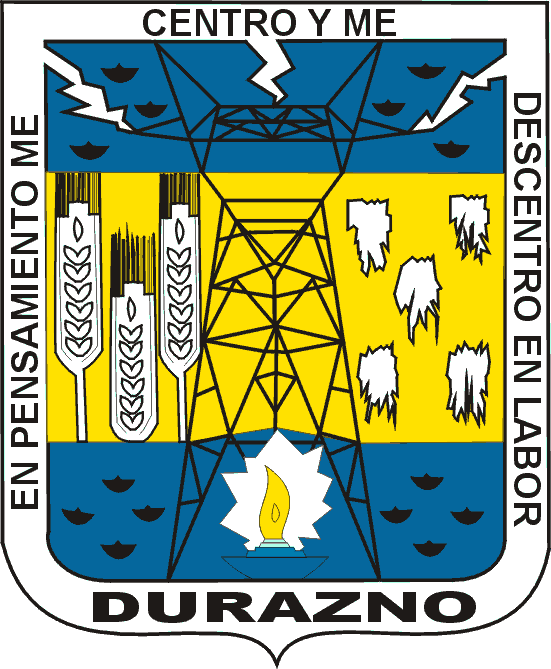
Escut de Durazno
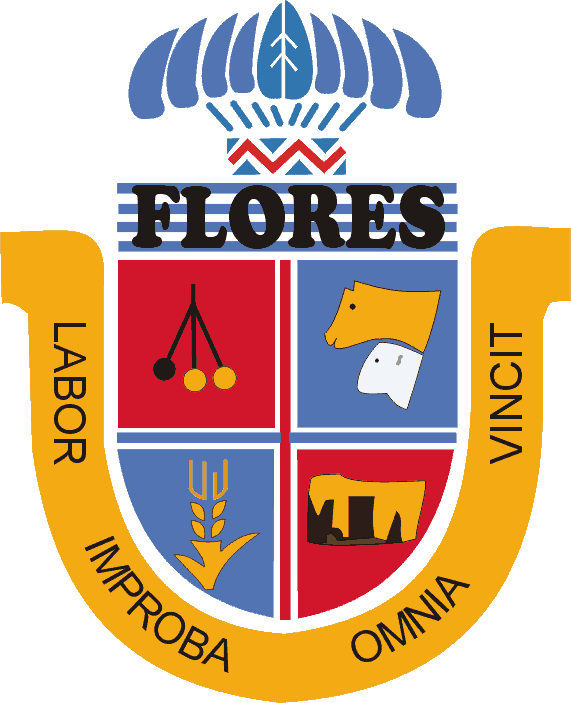
Escut de Flores
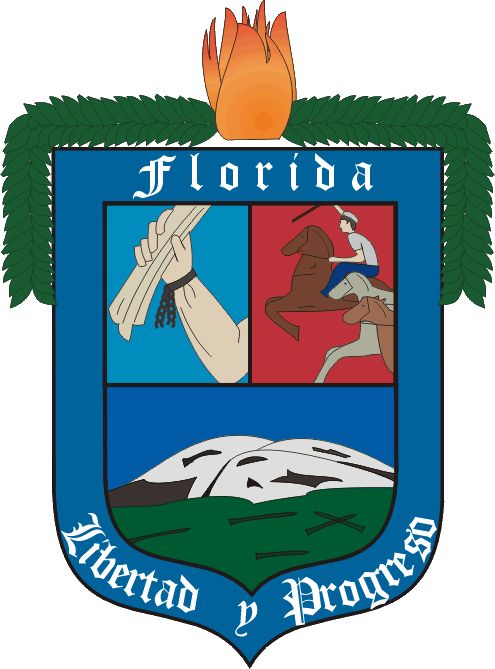
Escut de Florida
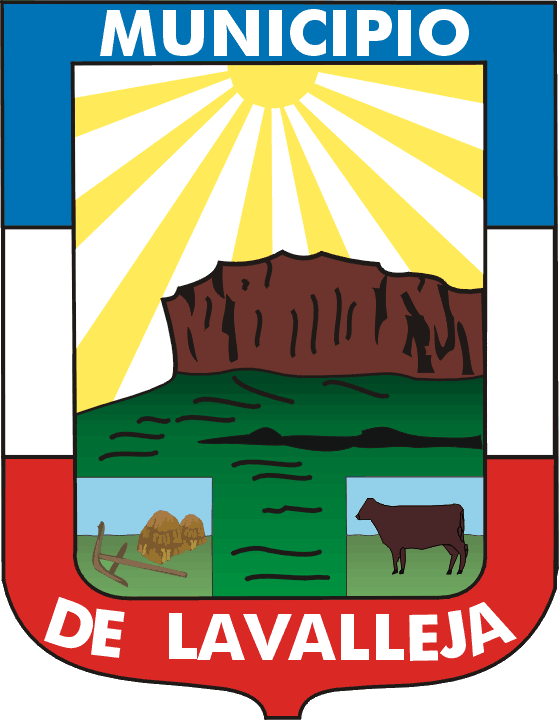
Escut de Lavalleja
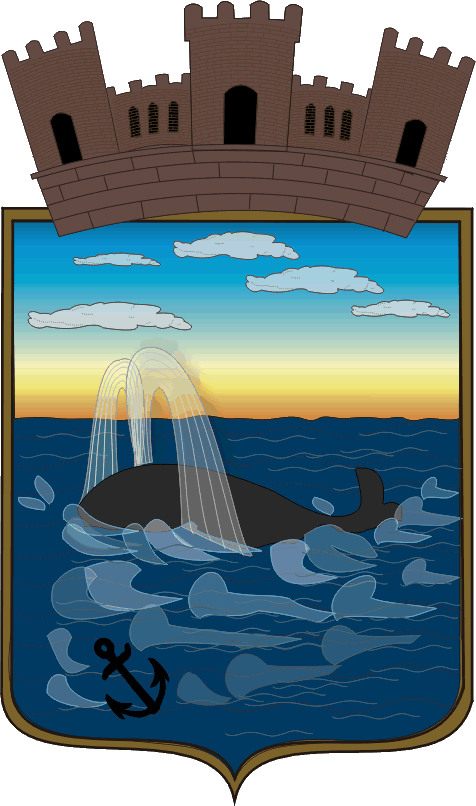
Escut de Maldonado
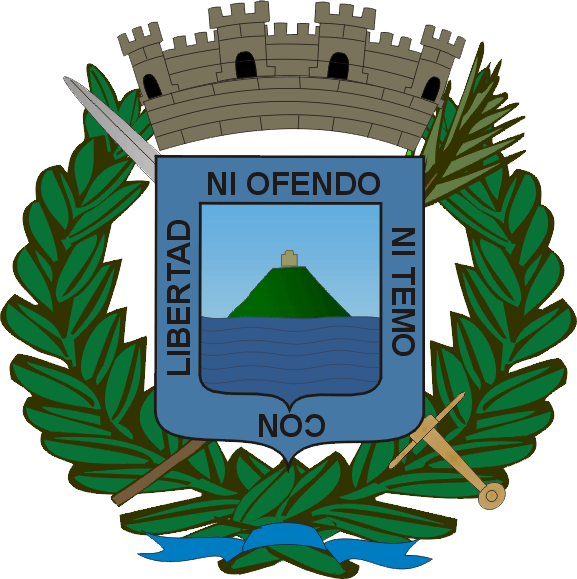
Escut de Montevideo
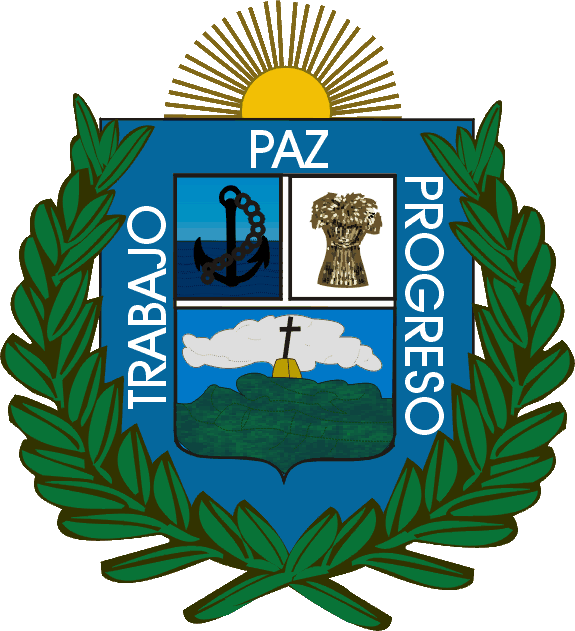
Escut de Paysandú
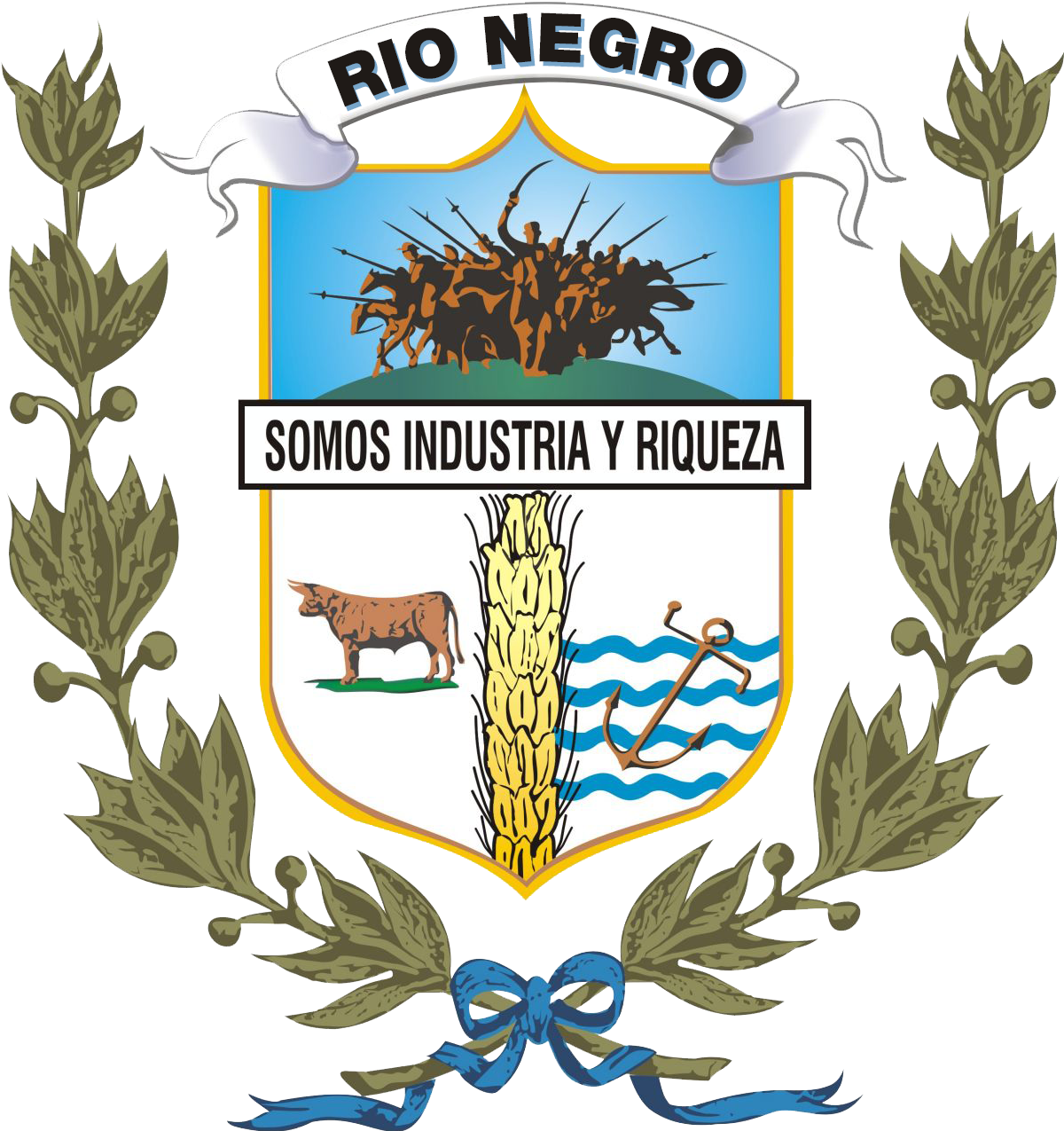
Escut de Río Negro
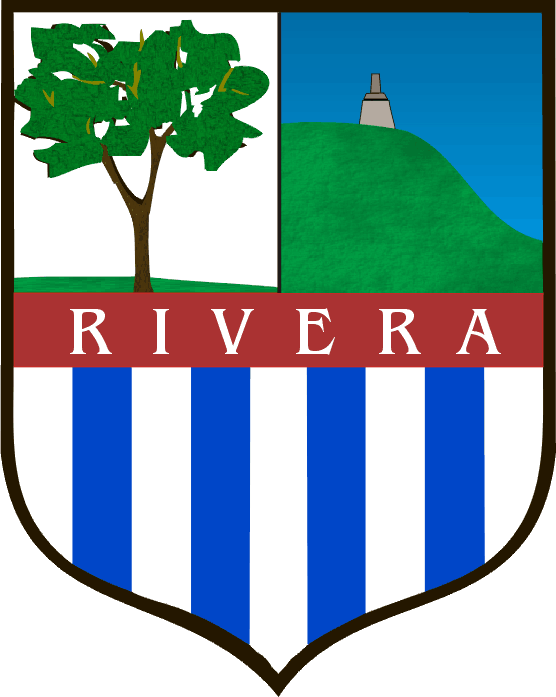
Escut de Rivera
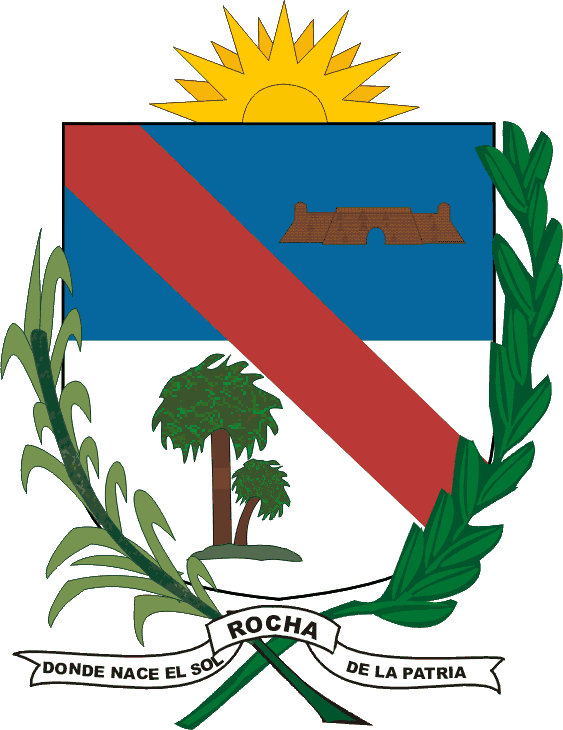
Escut de Rocha
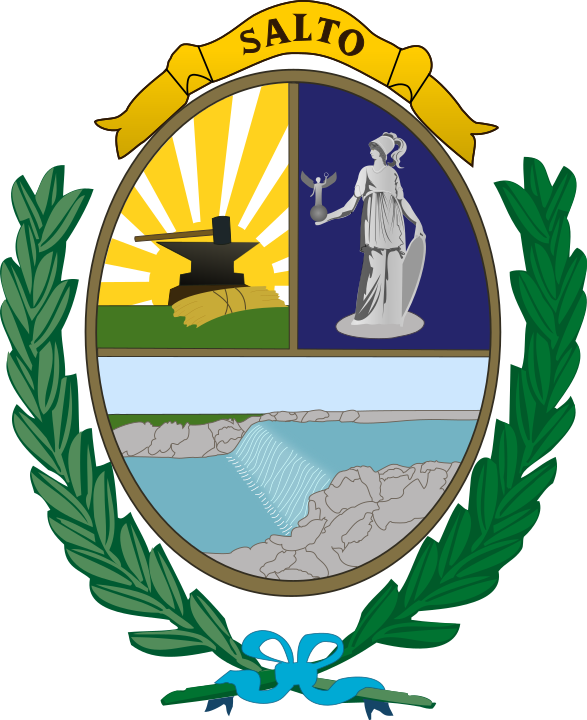
Escut de Salto
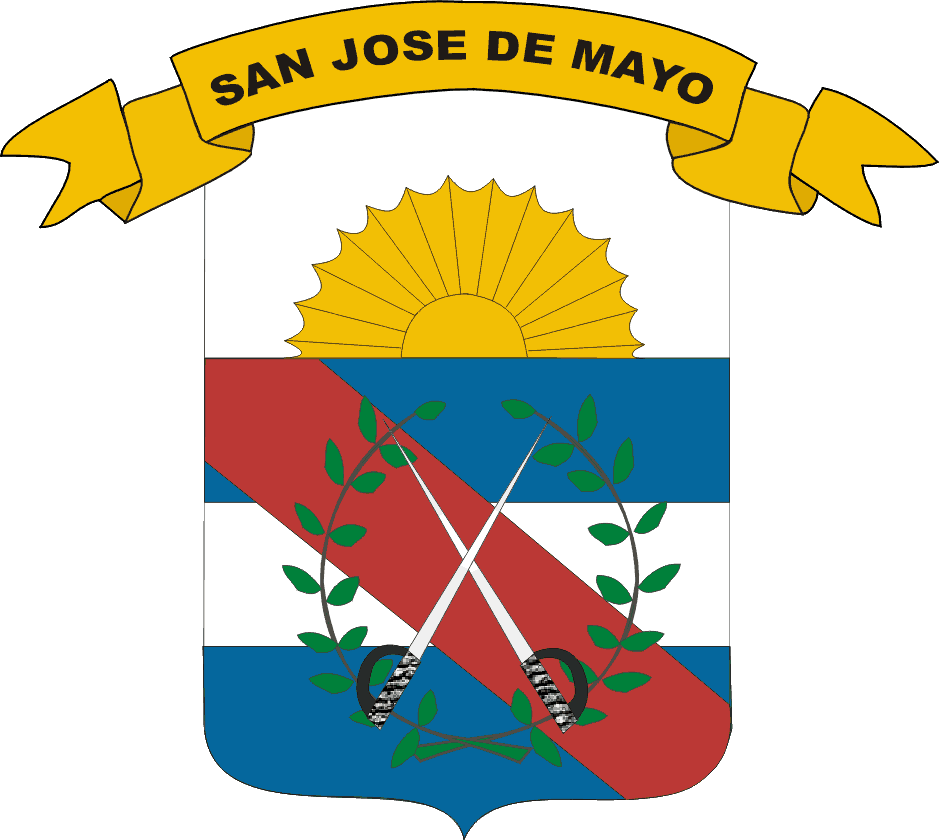
Escut de San José
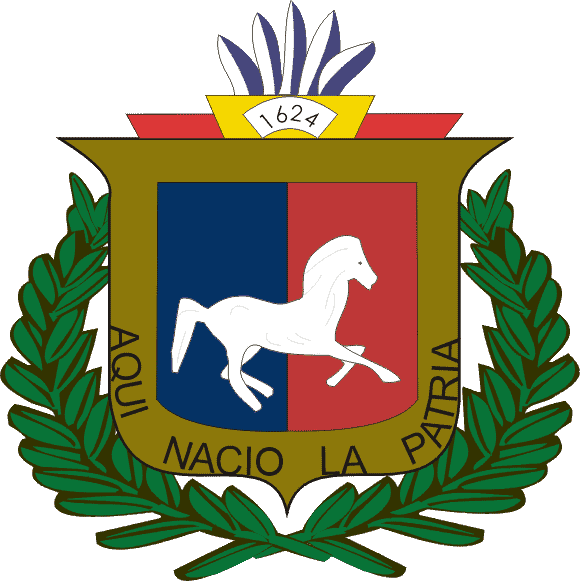
Escut de Soriano
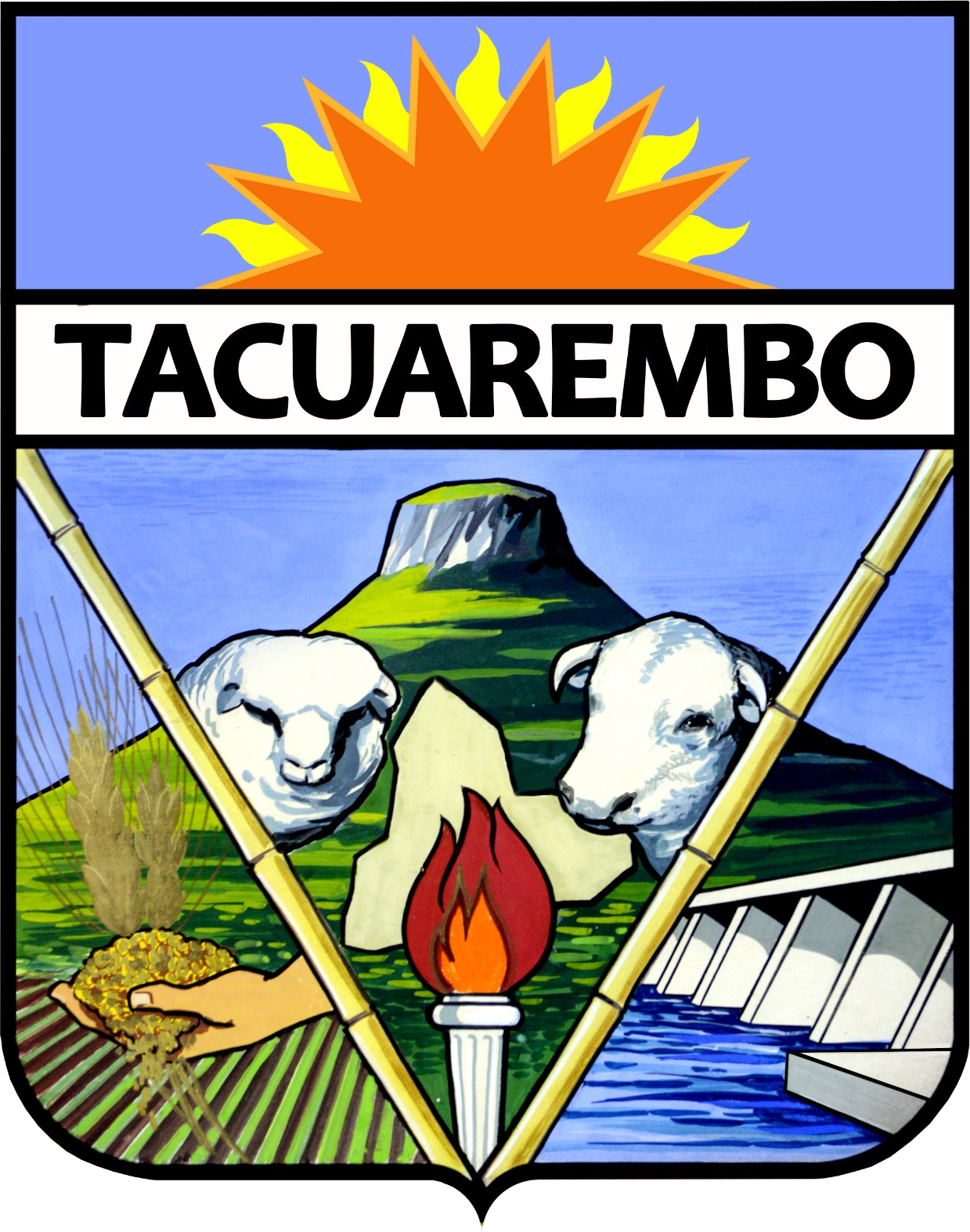
Escut de Tacuarembó
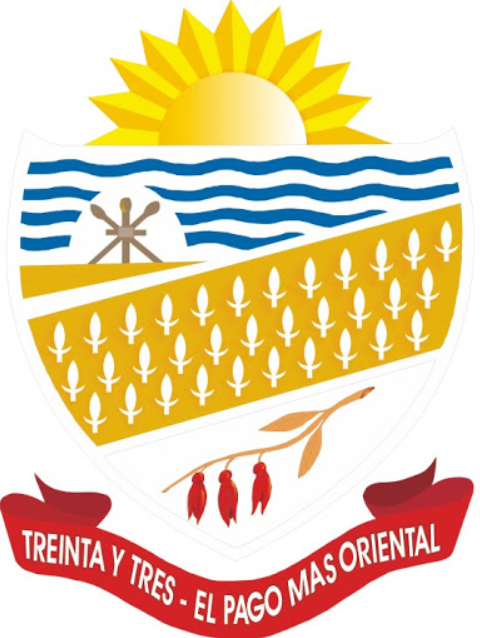
Escut de Treinta y Tres